# Elecciones regionales de Moquegua de 2018
Las elecciones regionales de Moquegua de 2018 se llevaron a cabo el 7 de octubre de 2018 para elegir al gobernador regional, al vicegobernador regional y al Consejo Regional para el periodo 2019-2023. La elección se celebró simultáneamente con elecciones regionales y municipales (provinciales y distritales) en todo el Perú.
Como resultado de esta elección, Zenón Cuevas Pare, candidato del Frente de Integración Regional Moquegua Emprendedora - FIRME, obtuvo el 41.91% de votos válidos y resultó electo como gobernador regional de Moquegua.

## Sistema electoral
El Gobierno Regional de Moquegua es el órgano administrativo y de gobierno del departamento de Moquegua. Está compuesto por el gobernador regional, el vicegobernador regional y el Consejo Regional.
La votación se realiza en base al sufragio universal, que comprende a todos los ciudadanos nacionales mayores de dieciocho años, empadronados y residentes en el departamento de Moquegua y en pleno goce de sus derechos políticos.
El gobernador y vicegobernador regional son elegidos por sufragio directo. Para que un candidato sea proclamado ganador debe obtener no menos de 30 % de votos válidos. En caso ningún candidato logre ese porcentaje en la primera vuelta electoral, los dos candidatos más votados participan en una segunda vuelta o balotaje. No hay reelección inmediata de gobernadores regionales.
El Consejo Regional de Moquegua está compuesto por 9 consejeros elegidos por sufragio directo para un período de cuatro (4) años. La votación es por lista cerrada y bloqueada. Cada provincia del departamento de Moquegua constituye una circunscripción electoral. Se asigna a la lista ganadora los escaños según el método d'Hondt. La distribución y el número de consejeros regionales es la siguiente:
| Circunscripción                                     | Escaños | Mapa |
| --------------------------------------------------- | ------- | ---- |
| General Sánchez Cerro(+1), Mariscal Nieto(–1) e Ilo | 3       |      |

## Composición del Consejo Regional de Moquegua
La siguiente tabla muestra la composición del Consejo Regional de Moquegua antes de las elecciones.
| Partidos | Partidos                                                     | Consejeros |
| -------- | ------------------------------------------------------------ | ---------- |
|          | Kausachun                                                    | 5          |
|          | Frente de Integración Regional Moquegua Emprendedora - FIRME | 4          |

## Partidos y candidatos
A continuación se muestra una lista de los principales partidos y alianzas electorales que participaron en las elecciones:
| Candidatura | Candidatura | Partidos y alianzas                                                          | Candidato | Candidato                | Ideología                                                          | Resultado previo | Resultado previo | Ref. |
| Candidatura | Candidatura | Partidos y alianzas                                                          | Candidato | Candidato                | Ideología                                                          | Votos (%)        | Con.             | Ref. |
| ----------- | ----------- | ---------------------------------------------------------------------------- | --------- | ------------------------ | ------------------------------------------------------------------ | ---------------- | ---------------- | ---- |
|             | FIRME       | Lista - Frente de Integración Regional Moquegua Emprendedora - FIRME (FIRME) |           | Zenón Cuevas Pare        | Regionalismo moqueguano                                            | 39.11%           | 4                |      |
|             | VP          | Lista - Vamos Perú (VP)                                                      |           | Rodolfo Baldi Burga      | Populismo Socialdemocracia                                         | 2.34%            | 0                |      |
|             | FA          | Lista - Frente Amplio (FA)                                                   |           | Feliciano Mendoza Cosi   | Socialismo Ecologismo Descentralización                            | 2.31%            | 0                |      |
|             | APRA        | Lista - Partido Aprista Peruano (APRA)                                       |           | Eduardo Salazar Peñaloza | Aprismo                                                            | Nuevo            | Nuevo            |      |
|             | UPP         | Lista - Unión por el Perú (UPP)                                              |           | Carlos Carrera Gamarra   | Etnocacerismo Nacionalismo de izquierda Ultranacionalismo          | Nuevo            | Nuevo            |      |
|             | APP         | Lista - Alianza para el Progreso (APP)                                       |           | Urbano Cossi Condori     | Liberalismo económico Conservadurismo liberal Populismo de derecha | Nuevo            | Nuevo            |      |
|             | FP          | Lista - Fuerza Popular (FP)                                                  |           | Lelis Choque Núñez       | Fujimorismo Conservadurismo social Populismo de derecha            | Nuevo            | Nuevo            |      |
|             | PN          | Lista - Perú Nación (PN)                                                     |           | Johan Flores Villegas    | Conservadurismo social Democracia cristiana                        | Nuevo            | Nuevo            |      |
|             | PL          | Lista - Perú Libertario (PL)                                                 |           | Juviel Zevallos Calizaya | Socialismo del siglo XXI Marxismo-leninismo Mariateguismo          | Nuevo            | Nuevo            |      |
|             | AvP         | Lista - Avanza País (AvP)                                                    |           | Guillermo García Vilca   | Conservadurismo liberal Liberalismo clásico                        | Nuevo            | Nuevo            |      |
|             | PP          | Lista - Podemos por el Progreso del Perú (PP)                                |           | Emilio Euribe Rojas      | Conservadurismo social Populismo Nacionalismo                      | Nuevo            | Nuevo            |      |

## Sondeos de opinión
Las siguientes tablas enumeran las estimaciones de la intención de voto en orden cronológico inverso, mostrando las más recientes primero y utilizando las fechas en las que se realizó el trabajo de campo de la encuesta. Cuando se desconocen las fechas del trabajo de campo, se proporciona la fecha de publicación.
Leyenda:
     Sondeo realizado en el periodo de prohibición legal de la difusión de sondeos de intención de voto.

### Intención de voto
La siguiente tabla enumera las estimaciones ponderadas (sin incluir votos en blanco y nulos) de la intención de voto.
| Encuestadora/Medio            | Fecha          | Muestra | Zenón Cuevas | Carlos Carrera | Johan Flores | Emilio Euribe | Rodolfo Baldi | Feliciano Mendoza | Urbano Cossi | Dif. |  |  |  |  |
| ----------------------------- | -------------- | ------- | ------------ | -------------- | ------------ | ------------- | ------------- | ----------------- | ------------ | ---- |  |  |  |  |
| Encuestadora/Medio            | Fecha          | Muestra |              |                |              |               |               |                   |              |      |  |  |  |  |
| Elecciones regionales de 2018 | 7 oct 2018     | —       | 41.9         | 21.2           | 18.8         | 5.8           | 2.4           | 2.3               | 2.3          | 20.7 |  |  |  |  |
|                               |                |         |              |                |              |               |               |                   |              |      |  |  |  |  |
| Ipsos Perú/América            | 7 oct 2018     | ?       | 38.5         | 21.4           | 20.8         | 6.1           | –             | –                 | –            | 17.1 |  |  |  |  |
| Datum Internacional/Latina    | 7 oct 2018     | ?       | 41.5         | 19.7           | 19.5         | 7.4           | –             | –                 | –            | 21.8 |  |  |  |  |
| Ipsos Perú/América            | 7 oct 2018     | ?       | 44.4         | 18.2           | 15.5         | 5.1           | –             | –                 | –            | 26.2 |  |  |  |  |
| Datum Internacional/Latina    | 7 oct 2018     | ?       | 43.2         | 23.3           | 15.8         | 6.0           | 2.8           | 2.6               | 2.5          | 19.9 |  |  |  |  |
| Abba Consultores              | 22–27 sep 2018 | 765     | 46.4         | 25.1           | 11.7         | –             | –             | –                 | –            | 21.3 |  |  |  |  |
| Visión & Perspectiva          | 15–18 sep 2018 | 600     | 52.0         | 24.8           | 6.4          | –             | –             | –                 | 1.6          | 27.2 |  |  |  |  |
| Idessia/Radio Americana       | 15–16 sep 2018 | 440     | 51.9         | 16.2           | 11.5         | 3.6           | 2.2           | –                 | –            | 35.7 |  |  |  |  |
| Abba Consultores              | 9–16 sep 2018  | 765     | 45.4         | 26.9           | 12.0         | –             | 7.4           | –                 | –            | 18.5 |  |  |  |  |
| Transparencia Democrática     | 8–9 sep 2018   | ?       | 49.4         | 15.5           | 18.5         | 9.3           | –             | –                 | –            | 30.9 |  |  |  |  |
| Transparencia Democrática     | 28–29 jul 2018 | ?       | 48.0         | 10.8           | 11.6         | 5.8           | –             | –                 | –            | 36.4 |  |  |  |  |
| Transparencia Democrática     | 25 jun 2018    | ?       | 38.9         | 16.6           | 14.1         | –             | –             | –                 | –            | 22.3 |  |  |  |  |

### Preferencias de voto
La siguiente tabla enumera las preferencias de voto en bruto (incluyendo blancos, viciados y sin respuesta) y no ponderadas.
| Encuestadora/Medio            | Fecha          | Muestra | Zenón Cuevas | Carlos Carrera | Johan Flores | Emilio Euribe | Rodolfo Baldi | Feliciano Mendoza | Urbano Cossi | B/V  | NS/NO | Dif. |  |  |  |
| ----------------------------- | -------------- | ------- | ------------ | -------------- | ------------ | ------------- | ------------- | ----------------- | ------------ | ---- | ----- | ---- |  |  |  |
| Encuestadora/Medio            | Fecha          | Muestra |              |                |              |               |               |                   |              |      |       |      |  |  |  |
| Elecciones regionales de 2018 | 7 oct 2018     | —       | 31.9         | 16.1           | 14.3         | 4.4           | 1.8           | 1.8               | 1.7          | 23.8 | –     | 15.8 |  |  |  |
|                               |                |         |              |                |              |               |               |                   |              |      |       |      |  |  |  |
| Abba Consultores              | 22–27 sep 2018 | 765     | 29.8         | 16.1           | 7.5          | –             | –             | –                 | –            | –    | 35.8  | 13.7 |  |  |  |
| Visión & Perspectiva          | 15–18 sep 2018 | 600     | 26.7         | 12.7           | 3.3          | –             | –             | –                 | 0.8          | 17.7 | 31.0  | 14.0 |  |  |  |
| Idessia/Radio Americana       | 15–16 sep 2018 | 440     | 25.7         | 8.0            | 5.7          | 1.8           | 1.1           | –                 | –            | 13.9 | 36.6  | 17.7 |  |  |  |
| Abba Consultores              | 9–16 sep 2018  | 765     | 26.9         | 15.9           | 7.1          | –             | 4.4           | –                 | –            | –    | 40.8  | 11.0 |  |  |  |
| Transparencia Democrática     | 8–9 sep 2018   | ?       | 39.5         | 12.4           | 14.8         | 7.4           | –             | –                 | –            | –    | 20.0  | 24.7 |  |  |  |
| Transparencia Democrática     | 28–29 jul 2018 | ?       | 36.5         | 8.2            | 8.8          | 4.4           | –             | –                 | –            | –    | 24.0  | 27.7 |  |  |  |
| Transparencia Democrática     | 25 jun 2018    | ?       | 24.6         | 10.5           | 8.9          | –             | –             | –                 | –            | –    | 36.7  | 14.1 |  |  |  |

## Resultados

### Gobierno Regional de Moquegua
|                      | Zenón Cuevas Pare        | Frente de Integración Regional Moquegua Emprendedora - FIRME (FIRME) | 37,718  | 41.91 |  |  |  |
|                      | Carlos Carrera Gamarra   | Unión por el Perú (UPP)                                              | 19,052  | 21.17 |  |  |  |
|                      | Johan Flores Villegas    | Perú Nación (PN)                                                     | 16,922  | 18.80 |  |  |  |
|                      | Emilio Euribe Rojas      | Podemos por el Progreso del Perú (PP)                                | 5,188   | 5.76  |  |  |  |
|                      | Rodolfo Baldi Burga      | Vamos Perú (VP)                                                      | 2,174   | 2.42  |  |  |  |
|                      | Feliciano Mendoza Cosi   | Frente Amplio (FA)                                                   | 2,093   | 2.33  |  |  |  |
|                      | Urbano Cossi Condori     | Alianza para el Progreso (APP)                                       | 2,049   | 2.28  |  |  |  |
|                      | Eduardo Salazar Peñaloza | Partido Aprista Peruano (APRA)                                       | 1,703   | 1.89  |  |  |  |
|                      | Lelis Choque Núñez       | Fuerza Popular (FP)                                                  | 1,206   | 1.34  |  |  |  |
|                      | Juviel Zevallos Calizaya | Perú Libertario (PL)                                                 | 978     | 1.09  |  |  |  |
|                      | Guillermo García Vilca   | Avanza País (AvP)                                                    | 925     | 1.03  |  |  |  |
|                      |                          |                                                                      |         |       |  |  |  |
| Total                | Total                    | Total                                                                | 90,008  |       |  |  |  |
|                      |                          |                                                                      |         |       |  |  |  |
| Votos válidos        | Votos válidos            | Votos válidos                                                        | 90,008  | 76.17 |  |  |  |
| Votos en blanco      | Votos en blanco          | Votos en blanco                                                      | 17,731  | 15.01 |  |  |  |
| Votos nulos          | Votos nulos              | Votos nulos                                                          | 10,427  | 8.82  |  |  |  |
| Votos emitidos       | Votos emitidos           | Votos emitidos                                                       | 118,166 | 84.03 |  |  |  |
| Abstenciones         | Abstenciones             | Abstenciones                                                         | 22,451  | 15.97 |  |  |  |
| Votantes registrados | Votantes registrados     | Votantes registrados                                                 | 140,617 |       |  |  |  |
|                      |                          |                                                                      |         |       |  |  |  |
| Fuente:              |                          |                                                                      |         |       |  |  |  |

### Consejo Regional de Moquegua
| |                                                                      |              |              |              |         |         |
| Partidos y coaliciones | Partidos y coaliciones                                               | Voto popular | Voto popular | Voto popular | Escaños | Escaños |
| Partidos y coaliciones | Partidos y coaliciones                                               | Votos        | %            | ±pp          | Total   | +/−     |
| | Frente de Integración Regional Moquegua Emprendedora - FIRME (FIRME) | 24,058       | 31.75        | –2.28        | 4       | ±0      |
| | Unión por el Perú (UPP)                                              | 14,925       | 19.70        | Nuevo        | 3       | +3      |
| | Perú Nación (PN)                                                     | 11,120       | 14.68        | Nuevo        | 1       | +1      |
| | Acción Popular (AP)                                                  | 7,061        | 9.32         | +7.68        | 1       | +1      |
| | Podemos por el Progreso del Perú (PP)                                | 5,082        | 6.71         | Nuevo        | 0       | ±0      |
| | Frente Amplio (FA)                                                   | 2,404        | 3.17         | –1.64        | 0       | ±0      |
| | Alianza para el Progreso (APP)                                       | 2,262        | 2.99         | n/a          | 0       | ±0      |
| | Partido Aprista Peruano (APRA)                                       | 1,999        | 2.64         | n/a          | 0       | ±0      |
| | Somos Cambio (SC)1                                                   | 1,833        | 2.42         | –6.46        | 0       | ±0      |
| | Vamos Perú (VP)                                                      | 1,664        | 2.20         | –1.03        | 0       | ±0      |
| | Avanza País (AvP)                                                    | 1,166        | 1.54         | Nuevo        | 0       | ±0      |
| | Fuerza Popular (FP)                                                  | 1,099        | 1.45         | Nuevo        | 0       | ±0      |
| | Perú Libertario (PL)                                                 | 1,089        | 1.44         | Nuevo        | 0       | ±0      |
| |                                                                      |              |              |              |         |         |
| Total | Total                                                                | 75,762       |              |              | 9       | ±0      |
| |                                                                      |              |              |              |         |         |
| Votos válidos | Votos válidos                                                        | 75,762       | 64.11        | +0.12        |         |         |
| Votos en blanco | Votos en blanco                                                      | 30,162       | 25.53        | –5.37        |         |         |
| Votos nulos | Votos nulos                                                          | 12,242       | 10.36        | +5.25        |         |         |
| Votos emitidos | Votos emitidos                                                       | 118,166      | 84.03        | –3.44        |         |         |
| Abstenciones | Abstenciones                                                         | 22,451       | 15.97        | +3.44        |         |         |
| Votantes registrados | Votantes registrados                                                 | 140,617      |              |              |         |         |
| |                                                                      |              |              |              |         |         |
| Fuente: |                                                                      |              |              |              |         |         |
| Notas al pie: 1 Comparado con los resultados de Movimiento Político Regional Contigo Moquegua (CM) en las elecciones de 2014. |                                                                      |              |              |              |         |         |
| Notas al pie: |                                                                      |              |              |              |         |         |
| 1 Comparado con los resultados de Movimiento Político Regional Contigo Moquegua (CM) en las elecciones de 2014.               |                                                                      |              |              |              |         |         |

#### Resultados por provincia
| Provincia      | FIRME                 | FIRME | UPP  | UPP  | PN   | PN  | AP   | AP   | PP   | PP  | FA  | FA  | APP | APP | APRA | APRA | SC  | SC  | VP  | VP  | AvP | AvP |   |
| Provincia      | %                     | E     | %    | E    | %    | E   | %    | E    | %    | E   | %   | E   | %   | E   | %    | E    | %   | E   | %   | E   | %   | E   |   |
| -------------- | --------------------- | ----- | ---- | ---- | ---- | --- | ---- | ---- | ---- | --- | --- | --- | --- | --- | ---- | ---- | --- | --- | --- | --- | --- | --- | - |
| Provincia      | General Sánchez Cerro | 32.1  | 1    | 25.3 | 1    | 2.6 | –    | 21.9 | 1    | 1.4 | –   | 5.4 | –   | 4.2 | –    | 0.8  | –   | 2.1 | –   | 1.2 | –   | 2.4 | – |
| Ilo            | 26.3                  | 1     | 20.5 | 1    | 18.5 | 1   | 4.8  | –    | 10.3 | –   | 4.9 | –   | 3.4 | –   | 4.2  | –    | 0.4 | –   | 2.1 | –   | 1.2 | –   |   |
| Mariscal Nieto | 36.4                  | 2     | 17.7 | 1    | 14.3 | –   | 10.3 | –    | 4.9  | –   | 1.2 | –   | 2.3 | –   | 1.7  | –    | 4.3 | –   | 2.6 | –   | 2.6 | –   |   |
| Total          | 31.8                  | 4     | 19.7 | 3    | 14.7 | 1   | 9.3  | 1    | 6.7  | –   | 3.2 | –   | 3.0 | –   | 2.6  | –    | 2.4 | –   | 2.2 | –   | 1.5 | –   |   |

### Autoridades electas
| Cargo                                                      | Autoridad electa | Autoridad electa        | Partido | Partido                                                      |
| ---------------------------------------------------------- | ---------------- | ----------------------- | ------- | ------------------------------------------------------------ |
| Gobernador Regional de Moquegua                            |                  | Zenón Cuevas Pare       |         | Frente de Integración Regional Moquegua Emprendedora - FIRME |
| Vicegobernador Regional de Moquegua                        |                  | Jorge Lama Córdova      |         | Frente de Integración Regional Moquegua Emprendedora - FIRME |
| Consejero Regional de Moquegua (por General Sánchez Cerro) |                  | Hugo Mamani Cabana      |         | Frente de Integración Regional Moquegua Emprendedora - FIRME |
| Consejero Regional de Moquegua (por General Sánchez Cerro) |                  | Job Ventura Bautista    |         | Unión por el Perú                                            |
| Consejero Regional de Moquegua (por General Sánchez Cerro) |                  | Artemio Flores Ventura  |         | Acción Popular                                               |
| Consejero Regional de Moquegua (por Ilo)                   |                  | Harly Negrillo Guevara  |         | Frente de Integración Regional Moquegua Emprendedora - FIRME |
| Consejero Regional de Moquegua (por Ilo)                   |                  | Jesús Zapata Villanueva |         | Unión por el Perú                                            |
| Consejera Regional de Moquegua (por Ilo)                   |                  | María Koc Zeballos      |         | Perú Nación                                                  |
| Consejero Regional de Moquegua (por Mariscal Nieto)        |                  | Luis Caya Salazar       |         | Frente de Integración Regional Moquegua Emprendedora - FIRME |
| Consejera Regional de Moquegua (por Mariscal Nieto)        |                  | Yovanna Valdez Barrera  |         | Frente de Integración Regional Moquegua Emprendedora - FIRME |
| Consejero Regional de Moquegua (por Mariscal Nieto)        |                  | Víctor Paredes Rivero   |         | Unión por el Perú                                            |